# Lijn 13 (metro van Shanghai)
Lijn 13 is een lijn van de metro van Shanghai. De lijn loopt van zuidoost naar noordwest, van Zhangjiang Road in het stadsdeel Pudong naar Jinyun Road in het stadsdeel Jiading. De volledig ondergrondse lijn heeft 31 stations op een traject met een lengte van 38,3 km.
In 2019 behaalde de lijn tot 737.800 reizigers op een werkdag.
In 2010 organiseerde Shanghai de Wereldtentoonstelling Expo 2010. Hiervoor wordt er een tijdelijke metrolijn ingesteld, de Expo Line die sinds 20 april 2010 reed tussen de stations Madang Road (met overstap op lijn 9) en Shibo Avenue en na afloop van de Expo op 2 november 2010 weer gesloten werd. Dit traject werd een onderdeel van lijn 13 en heropende als uitbreiding van lijn 13 terug op 19 december 2015. Intussen waren andere meer westelijk gelegen trajectdelen van lijn 13 al geopend, respectievelijk op 30 december 2012 en 28 december 2014. Op 30 december 2018 werd een oostelijke extensie tot Zhangjiang Road in dienst genomen.
De lijn biedt overstapmogelijkheid op onder meer lijn 1 en lijn 12 in het station Hanzhong Road, op lijn 2 en lijn 12 in West Nanjing Road en op de lijnen 3 en 4 in het metrostation Jinshajiang Road.